# Roger Lécureux
Roger Lécureux (scritto anche Lecureux) (Parigi, 7 aprile 1925 – Itteville, 31 dicembre 1999) è stato un fumettista francese. Fu uno sceneggiatore di fumetti francesi.

## Biografia
Ha iniziato come operaio nella stampatrice di offset ma fu licenziato in seguito a controversie con il suo datore di lavoro. Entrò a far parte del team del giornale Vaillant, come responsabile degli abbonamenti, poi gradualmente entrò a far parte del team degli sceneggiatori.
Le sue opere più importanti sono I Pionieri della Speranza, prodotto con Raymond Poïvet dal 1945 al 1973 (che si considera come il primo fumetto di fantascienza francese), e Rahan, che ha realizzato nel 1969 con André Chéret nel settimanale Pif Gadget per le Editions Vaillant. Il suo obiettivo era creare personaggi il cui comportamento fosse sempre collettivo.
Molti dei suoi fumetti di avventura sono stati pubblicati in Vaillant, Pif Gadget e nei piccoli formati di Mon journal. Anche in Italia furono tradotti dal francese e pubblicati.
Roger Lécureux pubblicò il raccontò I Pionieri della Speranza nel 1947 sulla rivista Il Moschettiere, dal nº 21 al nº 24; sulla rivista Il Pioniere dei Ragazzi dal nº 25 al nº 35. Nel 1948, sulla rivista Noi Ragazzi dal n. 1 al n. 49. Nel 1968 sulla rivista Pioniere Noi Donne, dal nº 11 al nº 28.
Dal 1958 al 1963 è stato caporedattore del quotidiano Vaillant. Molti dei suoi racconti di avventura sono apparsi in Vaillant, Pif Gadget e nei piccoli formati di Mon journal.
Dopo la sua morte, suo figlio Jean-François Lécureux ha rilevato la serie Rahan.

## Principali serie di fumetti prodotti da Roger Lécureux
- Fifi, il ragazzo della macchia con Auguste Liquois (1945-1946) poi con Raymond Cazanave (1947).
- I Pionieri della Speranza con Raymond Poïvet (1945-1973)
- Nasdine Hodja con René Bastard (1946-1951), René Violet (1950-1951), Pierre Le Guen (1953-1969), Angelo Di Marco (1969-1972) e Eduardo Coelho (1972).[4]
- Lince Bianca con Claude-Henri (1947 et 1952-1961), Paul Gillon (1947-1951 e 1956-1957), poi Lucien Nortier e Jean Le Moing (1962-1963).
- Sam Billie Bill con Lucien Nortier (1949-1963)
- Figlio della Cina con Paul Gillon (1950-1953)
- Louk con Claude Pascal (1953-1960)
- Jacques Flash con Pierre Le Guen (1956-1959)
- Wango (reprise) con Paul Gillon (1958-1960)
- Mam'zelle Minouche con Raymond Poïvet (1961-1964) poi Pierre Dupuis (1964-1976)
- Teddy Ted (reprise) con Yves Roy (1963) puis Gérald Forton (1964-1975)
- Le Grêlé 7/13 con Lucien Nortier et Christian Gaty (1966-1971)
- Rahan con André Chéret (ainsi que Romero, Guy Zam e José de Huéscar pour certaines histoires) (1969-1999)
- Capitaine Apache con Norma (1975-1985)
- Les Robinsons de la Terre con Alfonso Font (1979-1981)
- Tarao con Marcello (1982-1990)

## Serie di Roger Lécureux pubblicate in piccoli formati
- Galax nella rivista Marco Polo con Rolland Garel;
- Il Capitano James nella rivista Totem con Lucien Nortier e Pierre Le Goff;
- Scherzo di Jones nella rivista Thierry la Fronde;
- Kocis nella rivista Ivanhoé;
- Les 4 Come nella rivista Robin Hood con Rolland Garel;
- Sylver des collines nella rivista Marco Polo;
- La patrouille blanche nella rivista Lancelot;
- Perle l'agente fantastico nella rivista Anouk;
- Valérie hôtesse de l'air nella rivista Shirley.

## Biografici
- Hop!, Dossier Lécureux, intervista e saggio bibliografico, n. 94, 96, 98, 100, 102, 104, 106, 108, 110, 2002-2006.[5]
- Patrick Gaumer, «Lécureux, Roger», nel dizionario mondiale dei fumetti, Parigi, Larousse, 2010, p. 513.[6]
- Jean-François Lécureux, Roger Lécureux, L'homme aux 40 000 tavole edizioni di Taupinambour, 2008.